# Agromyza somereni
Agromyza somereni är en tvåvingeart som beskrevs av Spencer 1959. Agromyza somereni ingår i släktet Agromyza och familjen minerarflugor.
Artens utbredningsområde är Kenya. Inga underarter finns listade i Catalogue of Life.